# Anhalt-Bitterfeld
Anhalt-Bitterfeld és un districte de l'estat federal de Saxònia-Anhalt, a Alemanya. La capital és Köthen.

## Història
Aquest districte es va establir unint els districtes de Bitterfeld, Köthen i una àmplia part d'Anhalt-Zerbst a partir de la Kreisreform Sachsen-Anhalt 2007.

## Ciutats i municipalitats
El districte Anhalt-Bitterfeld té les següents subdivisions:
| Ciutats | Municipalitats                          |
| --- | --------------------------------------- |
| 1. Aken 2. Bitterfeld-Wolfen 3. Köthen 4. Raguhn-Jeßnitz 5. Sandersdorf-Brehna 6. Südliches Anhalt 7. Zerbst 8. Zörbig | 1. Muldestausee 2. Osternienburger Land |